# Kinh tế thị trường xã hội chủ nghĩa
Kinh tế thị trường xã hội chủ nghĩa là hệ thống kinh tế và mô hình phát triển kinh tế thuộc lý luận Đặng Tiểu Bình được sử dụng tại Cộng hòa Nhân dân Trung Hoa. Hệ thống này dựa trên sự chiếm ưu thế của sở hữu nhà nước và doanh nghiệp nhà nước trong nền kinh tế thị trường. Thuật ngữ "kinh tế thị trường xã hội chủ nghĩa" được Giang Trạch Dân đưa ra trong Đại hội toàn quốc lần thứ 14 của Đảng Cộng sản Trung Quốc năm 1992 để mô tả mục tiêu cải cách kinh tế của Trung Quốc. Bắt nguồn từ các cải cách kinh tế Trung Quốc khởi xướng năm 1978 đã đưa Trung Quốc vào nền kinh tế thị trường toàn cầu, nền kinh tế thị trường xã hội chủ nghĩa đại diện cho giai đoạn sơ bộ hoặc "giai đoạn chính" của phát triển chủ nghĩa xã hội. Mặc dù vậy, nhiều nhà bình luận phương Tây đã mô tả hệ thống này là một hình thức của chủ nghĩa tư bản nhà nước.

## Miêu tả
Cải cách kinh tế đối với nền kinh tế thị trường xã hội chủ nghĩa được củng cố bởi khuôn khổ Marxism của chủ nghĩa duy vật lịch sử. Vào cuối những năm 1970, Nhà lãnh đạo tối cao Trung Quốc lúc đó là Đặng Tiểu Bình và lãnh đạo Đảng Cộng sản Trung Quốc đã bác bỏ sự nhấn mạnh của chủ nghĩa Mao trước đây về văn hóa và cơ quan chính trị khi các động lực thúc đẩy tiến bộ kinh tế và bắt đầu chú trọng hơn vào việc thúc đẩy lực lượng sản xuất vật chất là cơ bản và cần thiết điều kiện tiên quyết để xây dựng một xã hội xã hội chủ nghĩa tiên tiến. Việc áp dụng cải cách thị trường được coi là phù hợp với trình độ phát triển của Trung Quốc và là một bước cần thiết để thúc đẩy lực lượng sản xuất của xã hội. Chính sách này của Trung Quốc phù hợp với quan điểm mácxít truyền thống hơn, nơi nền kinh tế kế hoạch xã hội chủ nghĩa phát triển hoàn toàn chỉ có thể tồn tại sau khi nền kinh tế thị trường cạn kiệt vai trò lịch sử và dần dần biến thành nền kinh tế kế hoạch, bị thúc đẩy bởi những tiến bộ công nghệ giúp cho việc hoạch định kinh tế trở nên khả thi và do đó quan hệ thị trường ít cần thiết hơn.
Nền kinh tế thị trường xã hội chủ nghĩa được Đảng Cộng sản Trung Quốc coi là giai đoạn đầu phát triển chủ nghĩa xã hội (giai đoạn này được gọi là giai đoạn "sơ cấp" hay "sơ bộ" của chủ nghĩa xã hội), trong đó sở hữu nhà nước cùng tồn tại bên cạnh một loạt các hình thức sở hữu phi nhà nước. Đảng Cộng sản Trung Quốc cho rằng mặc dù có sự tồn tại của các nhà tư bản và doanh nhân tư nhân với doanh nghiệp công cộng và tập thể, Trung Quốc không phải là một nước tư bản vì đảng vẫn kiểm soát sự chỉ đạo của đất nước, duy trì tiến trình phát triển xã hội chủ nghĩa. Những người đề xuất mô hình kinh tế này phân biệt nó với chủ nghĩa xã hội thị trường vì các nhà xã hội thị trường tin rằng kế hoạch kinh tế là không thể đạt được, không mong muốn hoặc không hiệu quả và do đó coi thị trường là một phần không thể thiếu của chủ nghĩa xã hội trong khi những người ủng hộ kinh tế thị trường xã hội chủ nghĩa coi thị trường là một giai đoạn tạm thời trong phát triển một nền kinh tế kế hoạch đầy đủ.